# Liencres
Liencres è una località del comune spagnolo di Piélagos. È situata sul litorale a 10 km a ovest di Santander nella comunità autonoma della Cantabria.
Composta da un piccolo nucleo centrale e da numerose villette a schiera di nuova costruzione tra il nucleo di costruzione originario e la costa, è conosciuta dagli abitanti della vicina città di Santander per le sue spiagge lungo gli 8 km di costa. Pedruquíos, Somocuevas, Cerrías, La Arnía, Portío, Valdearenas y Canallave. Queste due ultime sono all'interno del Parco nazionale delle dune di Liencres.

## Feste
- 25 luglio (Santiago).
- Ultima settimana di agosto (Festa del turista).

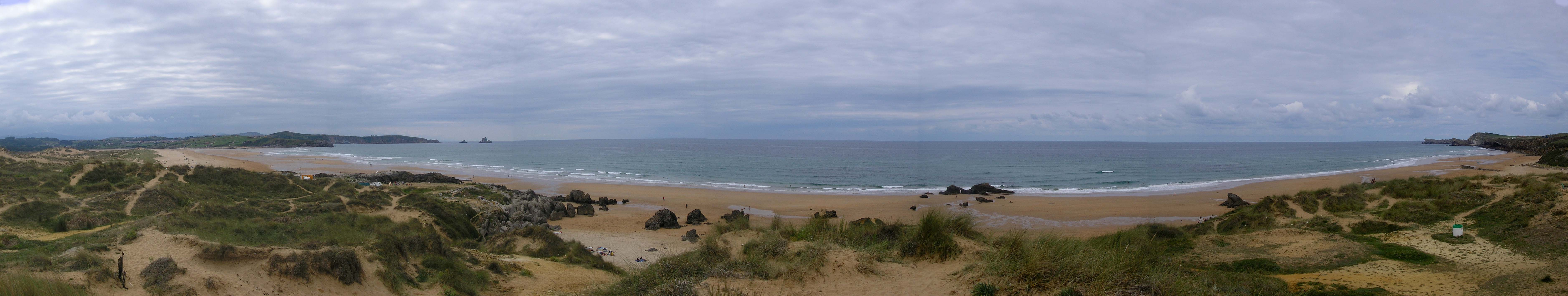
Le spiagge di Valdearenas e Canallave. Qui può capitare di assistere a esibizioni di surfisti locali o vere e proprie competizioni, quali il campionato del mondo di surf

- 12 ottobre (Virgen del Pilar).